# Grewia ugandensis
Grewia ugandensis là một loài thực vật có hoa trong họ Cẩm quỳ. Loài này được Sprague mô tả khoa học đầu tiên năm 1906.